# Facultad Latinoamericana de Ciencias Sociales
La Facultad Latinoamericana de Ciencias Sociales (FLACSO) (en français Faculté latino-américaine de sciences sociales) est une organisation intergouvernementale régionale et autonome qui couvre le territoire de l'Amérique latine et des Caraïbes dont l'objectif est la recherche, l'enseignement et la diffusion des sciences sociales ainsi que la coopération technique. 

## Histoire
La FLACSO a été créée à Rio de Janeiro le 17 avril 1957 à l'initiative de l'UNESCO et de la conférence latino-américaine des sciences sociales. Il apparaissait alors nécessaire de créer une organisation permettant d'assurer la formation des chercheurs latino-américains dans la région mais également d'effectuer des recherches sur les thèmes liés à l'Amérique latine et aux Caraïbes à partir des pays en question. L'on cherchait alors à augmenter les échanges entre les pays d'Amérique latine afin de limiter l'exode des chercheurs et étudiants. 
Entre 1957 et 1973 la FLACSO eut son siège à l'Universidad de Chile à Santiago du Chili. Durant les années 1960 la Faculté se transforma en un pôle important attirant de nombreux étudiants, chercheurs et enseignants. Avec le coup d'État de 1964 au Brésil, la Faculté accueillera un nombre important de Brésiliens. Le coup d'État de 1973 au Chili força la réorganisation de la FLACSO qui adopta alors un modèle d’organisation décentralisé qui est encore le modèle privilégié. 
La FLACSO entretient des liens continus avec les organisations intergouvernementales (principalement avec l'Organisation des États américains, les Nations unies et l'UNESCO), mais elle maintient une indépendance à leur égard.

## Pays adhérents
Les pays faisant ayant adhéré au protocole de la FLACSO sont l'Argentine, la Bolivie, le Brésil, le Costa Rica, Cuba, le Chili, l'Équateur, le Honduras, le Guatemala, le Mexique, le Nicaragua, le Panama, la République dominicaine et le Suriname. La Colombie, le Pérou et le Venezuela ont indiqué leur désir d'adhérer au protocole de la FLACSO. 

## Organisation
La Faculté latino-américaine de sciences sociales est composée des organes suivants : l'Assemblée générale (Asamblea General), le Conseil supérieur (Consejo Superior), le Comité directeur (Comité Directivo) et le Secrétariat général (Secretario General). Chaque siège a également un directeur et un conseiller académique.

### Secrétariat général
- Santiago du Chili (1957-1973)
- Buenos Aires, Argentine (1973-1979)
- San José de Costa Rica (1979-)

### Types d'organisations
La FLACSO est divisée en trois types d'organisations, les sièges académiques, les programmes et les projets :
- Sièges académiques (Sedes Académicas) – lieux dans lesquels se donnent un enseignement avancé de deuxième ou troisième cycle en sciences sociales. La Faculté a des sièges académiques en Argentine, au Brésil, au Chili, au Costa Rica, à Cuba, en Équateur, au Salvador, au Guatémala, au Mexique et en République dominicaine ;
- Programmes (Programas) – lieux dans lesquels se tiennent des activités ;
- Projets (Proyectos) – activités spécifiques limitées dans le temps.

### Évolution des unités académiques de la FLACSO
- Argentine (Programme 1974, Siège académique 1994)
- Brésil (Projet 1981, Programme 1984, Siège académique 1989)
- Chili (Siège central 1956, Programme 1974, Siège académique 1991)
- Costa Rica (Programme 1992, Siège académique 1997)
- Cuba (Programme 1988)
- Équateur (Siège académique 1975)
- El Salvador (Programme 1992)
- Guatemala (Projet 1987, Programme 1989, Siège académique 1987)
- Mexique (Siège académique 1975)
- République dominicaine (Programme 1988)
- Bolivie (Programme 1984-1994)

Des activités supplémentaires se réalisent au Paraguay et en Uruguay.